# Chartocerus fimbriae
Chartocerus fimbriae is een vliesvleugelig insect uit de familie Signiphoridae. De wetenschappelijke naam is voor het eerst geldig gepubliceerd in 1970 door Hayat.